# María de Borbón-Soissons
María de Borbón-Soissons (París, 3 de marzo de 1606 – ibídem, 3 de junio de 1692), fue condesa de Soissons desde el 6 de julio de 1641, fecha de la muerte de su hermano, Luis de Borbón-Soissons, hasta su propia muerte.

## Primeros años de vida
Era hija de Carlos de Borbón, conde de Soissons y de Ana de Montafia, Señora de Lucé.

### Matrimonio e hijos
Se casó el 6 de enero de 1625 con Tomás Francisco de Saboya-Carignano, descendiente de las casas de Habsburgo, Valois, Médici y Avís; hijo de Carlos Manuel I de Saboya y de Catalina Micaela de España, nieta de Carlos V y de Isabel de Portugal, por parte de padre y de Enrique II y de Catalina de Médici, por parte de madre. 
De esta unión nacieron cuatro hijos:
- Luisa Cristina de Saboya-Carignano (1627-1689), casada con Fernando Maximiliano de Baden-Baden.
- Manuel Filiberto de Saboya-Carignano (1628-1709), príncipe de Carignano, casado con María Ángela Caterina de Este.
- José Manuel de Saboya-Carignano (1631-1656), murió joven y sin descendencia.
- Eugenio Mauricio de Saboya-Carignano (1635-1673), conde de Soissons y duque de Carignan, casado con Olimpia Mancini.

A su muerte en 1692, Claude Favre de Vaugelas (1585-1650) fue elegido para ser gobernador de sus hijos.